# Traffic (Traffic-album)
Az 1968-as Traffic a Traffic második nagylemeze. A Brit albumlistán a 9. helyre jutott (1968. október 26-án), míg a Billboard 200 listán a 17. helyet szerezte meg. Szerepel az 1001 lemez, amit hallanod kell, mielőtt meghalsz című könyvben.

## Az album dalai
| 1. | You Can All Join In               | Dave Mason                   | 3:34 |
| 2. | Pearly Queen                      | Jim Capaldi, Steve Winwood   |      |
| 3. | Don't Be Sad                      | Mason                        | 3:24 |
| 4. | Who Knows What Tomorrow May Bring | Capaldi, Winwood, Chris Wood | 3:11 |
| 5. | Feelin' Alright                   | Mason                        | 4:16 |

| 1. | Vagabond Virgin                                 | Capaldi, Mason   | 5:21 |
| 2. | (Roamin' Thru the Gloamin' with) 40,000 Headmen | Capaldi, Winwood | 3:15 |
| 3. | Cryin' to Be Heard                              | Mason            | 5:14 |
| 4. | No Time to Live                                 | Capaldi, Winwood | 5:10 |
| 5. | Means to an End                                 | Capaldi, Winwood | 2:39 |

## Közreműködők
- Dave Mason – ének, gitár, szájharmonika, basszusgitár, Hammond orgona
- Steve Winwood – gitár, basszusgitár, háttérvokál, ének, Hammond orgona, zongora, csembaló
- Chris Wood – tenorszaxofon, fuvola, szopránszaxofon, háttérvokál, dob, ütőhangszer, kólásüveg, csengő
- Jim Capaldi – dob, ütőhangszerek, háttérvokál, ének

| Dal                                             | Dave Mason                            | Steve Winwood                                        | Chris Wood                 | Jim Capaldi                   |
| ----------------------------------------------- | ------------------------------------- | ---------------------------------------------------- | -------------------------- | ----------------------------- |
| You Can All Join In                             | ének, gitár                           | elektromos gitár, basszusgitár, háttérvokál          | tenorszaxofon              | dob, háttérvokál              |
| Pearly Queen                                    | szájharmonika                         | ének, Hammond orgona, elektromos gitár, basszusgitár | fuvola                     | dob                           |
| Don't Be Sad                                    | ének, szájharmonika, elektromos gitár | ének, Hammond orgona, ritmusgitár, basszusgitár      | szopránszaxofon            | dob, háttérvokál              |
| Who Knows What Tomorrow May Bring               | –                                     | ének, Hammond orgona, gitár, basszusgitár            | –                          | dob, ütőhangszer, háttérvokál |
| Feelin' Alright                                 | ének, gitár                           | zongora, basszusgitár, háttérvokál                   | tenorszaxofon, háttérvokál | dob, ütőhangszerek            |
| Vagabond Virgin                                 | ének, gitár                           | zongora, basszusgitár, háttérvokál                   | fuvola                     | ének, dob, ütőhangszerek      |
| (Roamin' Thru the Gloamin' with) 40,000 Headmen | –                                     | ének, gitár, orgona, basszusgitár                    | fuvola, kólásüveg, csengő  | dob                           |
| Cryin' to Be Heard                              | ének, basszusgitár                    | Hammond orgona, csembaló, háttérvokál                | szopránszaxofon            | dob, háttérvokál              |
| No Time to Live                                 | Hammond orgona                        | ének, zongora, basszusgitár                          | szopránszaxofon            | dob                           |
| Means to an End                                 | –                                     | ének, zongora, elektromos gitár, basszusgitár        | dob, ütőhangszerek         | –                             |